# 陸上自衛隊東北方面隊

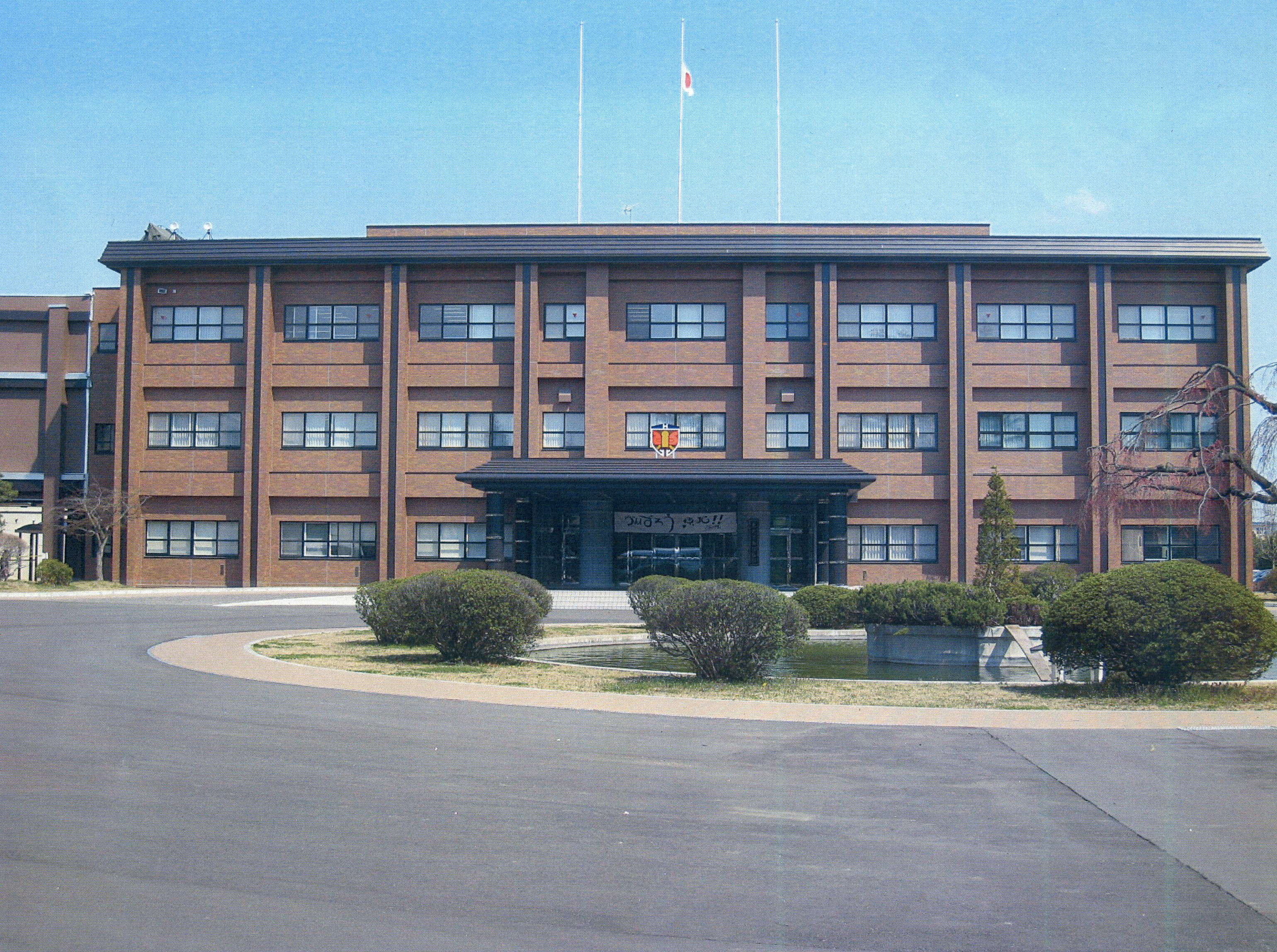
下半旗的災害統合任務部隊司令部（仙台駐屯地・東北方面總監部廳舍）

東北方面隊（日语：／ Tōhoku Hōmentai）為日本陸上自衛隊下屬的一支方面隊，編制約19900人，主要承擔日本東北地區的防衛警備以及災害派遣等任務。

## 編制

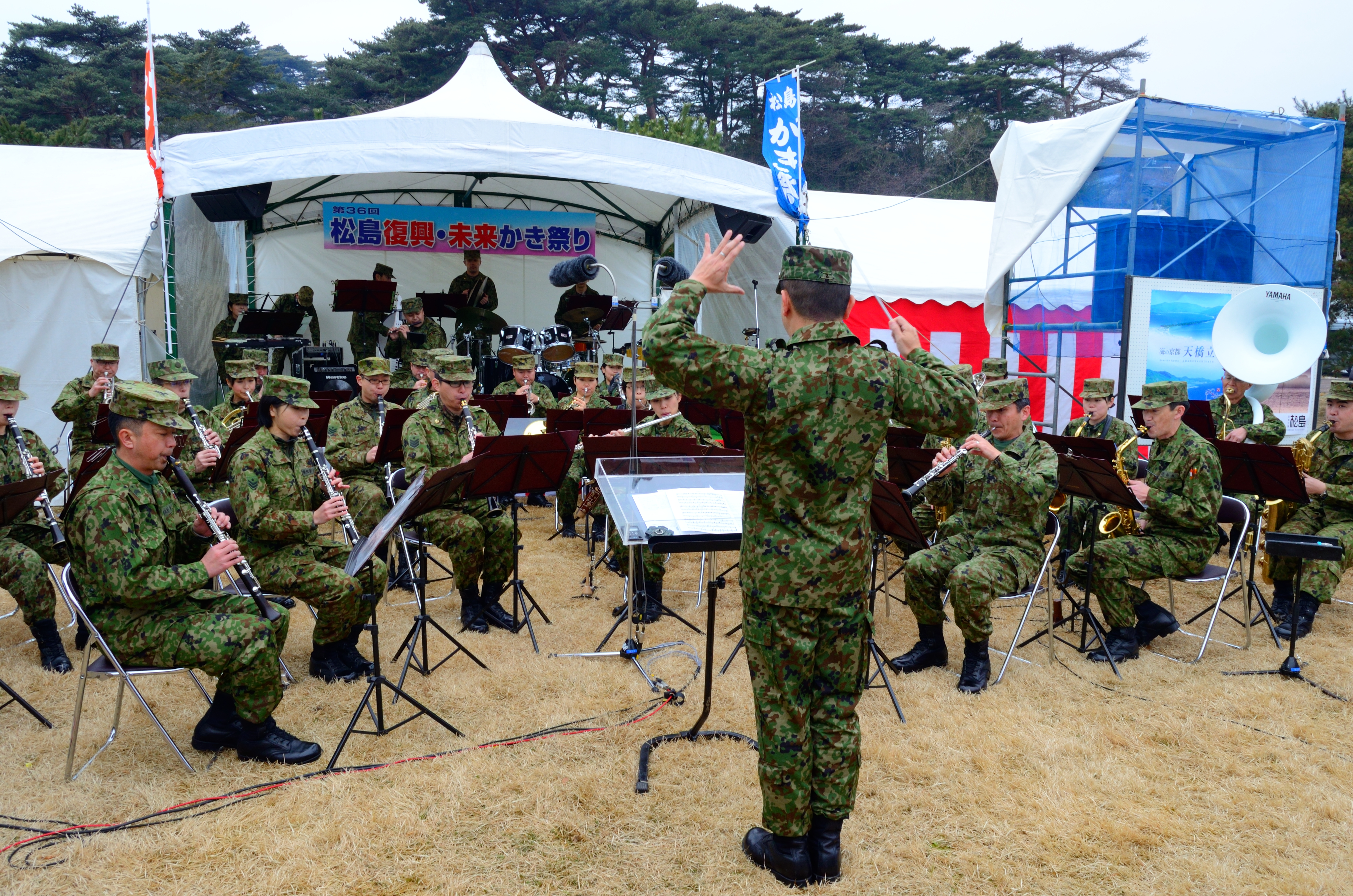
東北方面音樂隊

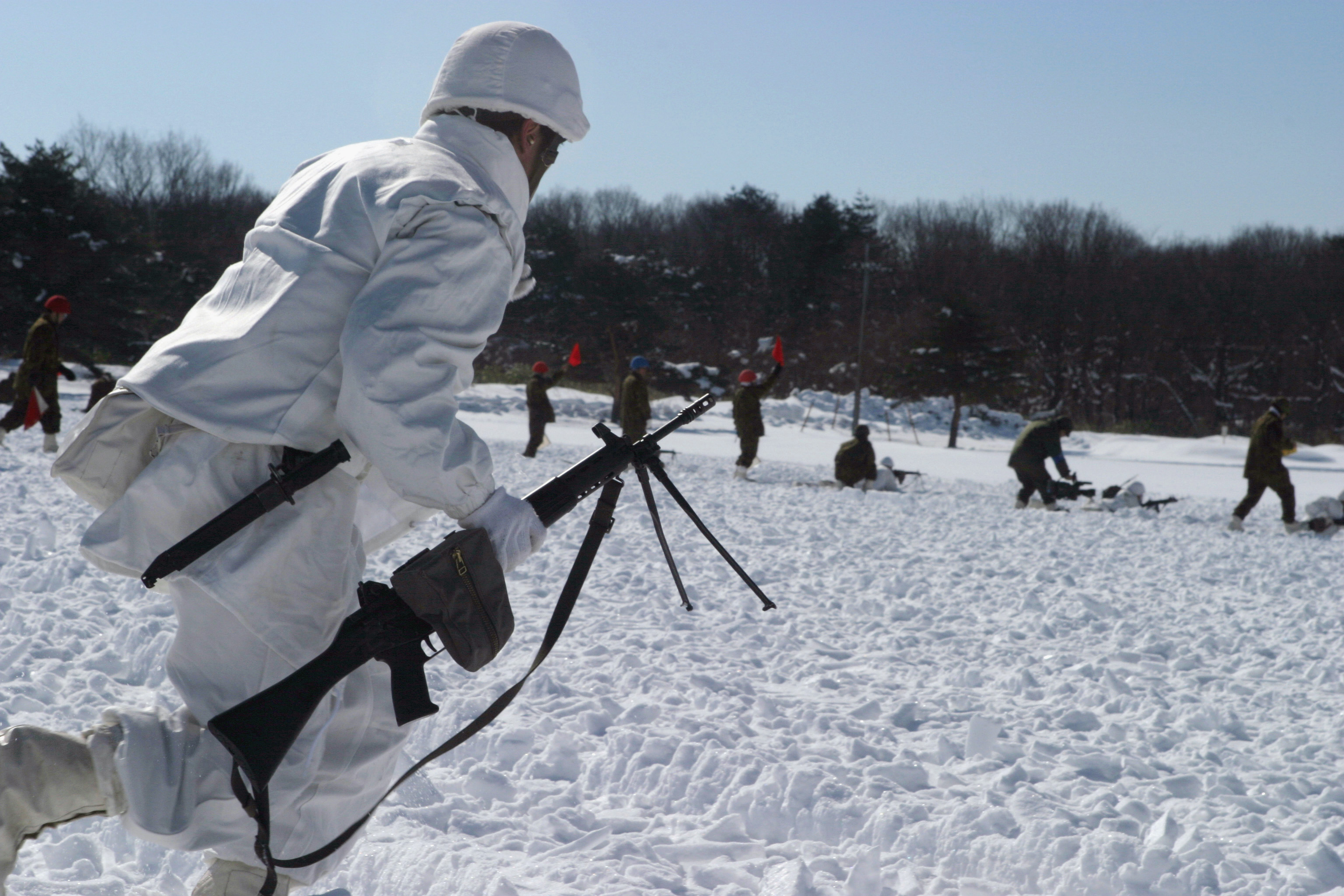
第20普通科連隊（步兵團）

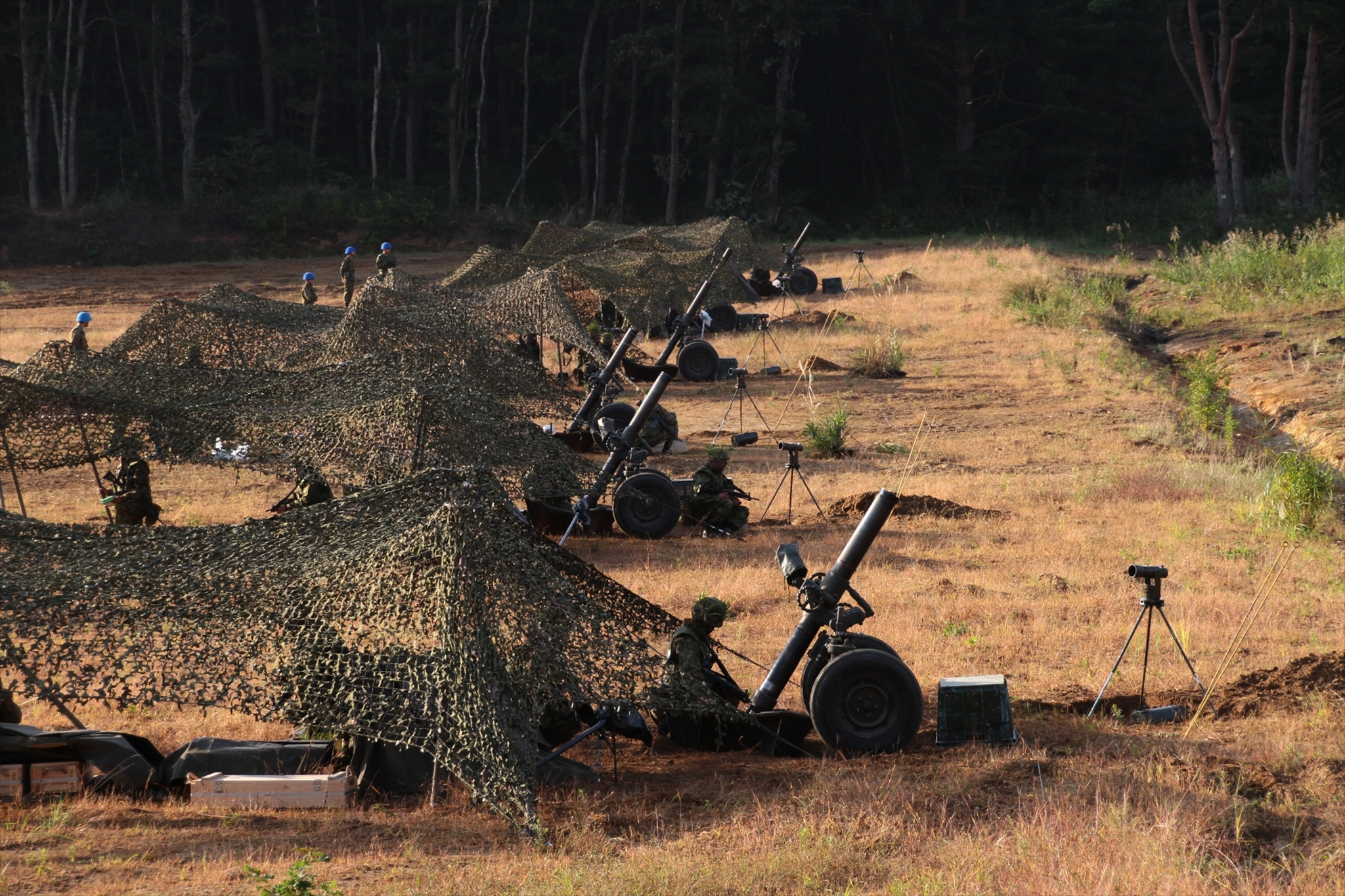
師團戰鬥綜合射撃競技會

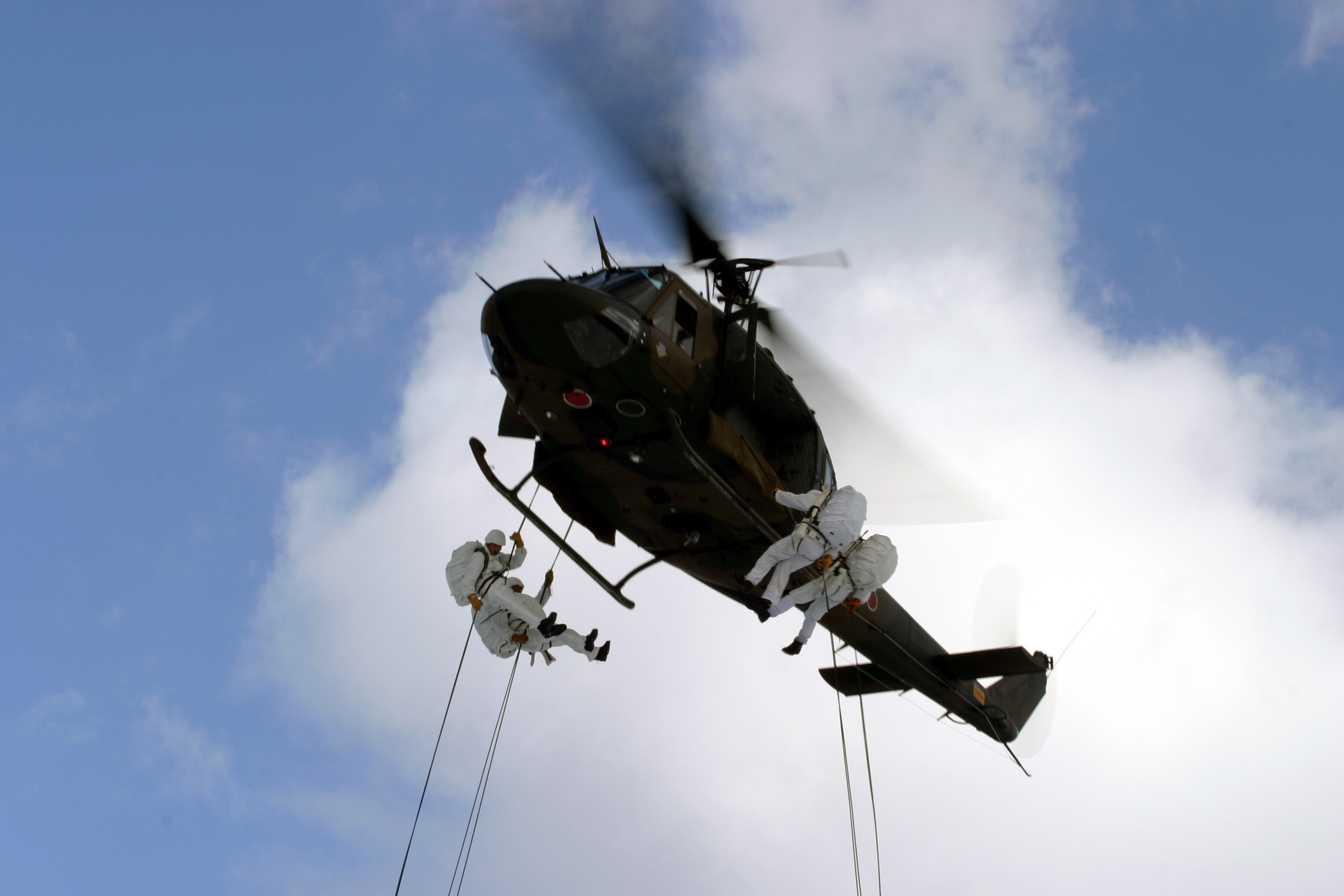
直升垂降演練

- 東北方面總監部以及附屬部隊
- 第6師團
  - 第20普通科連隊（日语：第20普通科連隊）（步兵團）
  - 第22普通科連隊（日语：第22普通科連隊）
  - 第44普通科連隊（日语：第44普通科連隊）
- 第9師團
  - 第5普通科連隊（日语：第5普通科連隊）
  - 第21普通科連隊（日语：第21普通科連隊）
  - 第39普通科連隊（日语：第39普通科連隊）
- 第2設施團（日语：第2施設団）（工兵部隊）
- 東北方面混成團（日语：東北方面混成団）
- 東北方面特科隊（日语：東北方面特科隊）（砲兵部隊）
- 第5高射特科群（日语：第5高射特科群）（高射砲兵）
- 東北方面通信群（日语：東北方面通信群）
- 東北方面航空隊（日语：東北方面航空隊）
- 東北方面後方支援隊（日语：東北方面後方支援隊）
- 東北方面會計隊（日语：東北方面会計隊）
- 東北方面指揮所訓練支援隊
- 東北方面情報處理隊
- 東北方面音樂隊（日语：音楽隊 (陸上自衛隊)）
- 東北方面衛生隊（日语：東北方面衛生隊）（醫務部隊）
- 東北補給處（日语：陸上自衛隊東北補給処）

## 方面總監部
東北方面總監部所在地為仙台市宮城野區的仙台駐屯地。

### 主要幹部
| 職務                       | 姓名     | 階級           | 就任日期       | 前職                                       |
| -------------------------- | -------- | -------------- | -------------- | ------------------------------------------ |
| 方面總監                   | 原田智総 | 陸將（中將）   | 2020年8月25日  | 防衛大学校幹事                             |
| 幕僚長（兼仙台駐屯地司令） | 腰塚浩貴 | 陸將補（少將） | 2020年12月22日 | 第9師團副師團長 兼 青森駐屯地司令          |
| 幕僚副長                   | 豊田龍二 | 陸將補（少將） | 2021年3月26日  | 陸上自衛隊中部方面隊人事部長               |
| 幕僚副長                   | 堀江祐一 | 陸將補（少將） | 2020年3月18日  | 陸上自衛隊高等工科学校長 兼 武山駐屯地司令 |

## 外部連結
- 東北方面隊 （页面存档备份，存于）